# Angola-Mausohr
Das Angola-Mausohr (Cistugo seabrae) ist eine im südwestlichen Afrika verbreitete Fledermaus in der Überfamilie der Glattnasenartigen. Sie bildet zusammen mit dem Lesueur-Mausohr (Cistugo lesueuri) die Familie Cistugidae. Der deutsche Name bezieht sich auf den Fundort des Typusexemplars bei der Stadt Moçâmedes in Angola.
Der Artzusatz im wissenschaftlichen Namen ehrt den portugiesischen Naturforscher Antero Frederico de Seabra.

## Merkmale
Erwachsene Exemplare sind ohne Schwanz 40 bis 54 mm lang, die Schwanzlänge liegt bei 32 bis 40 mm und die Unterarme erreichen 33 bis 35 mm Länge. Gewichtsangaben fehlen, die Hinterfüße sind 5 bis 6 mm lang und die Länge der Ohren beträgt 10 bis 11 mm. Bei den meisten Individuen sind 2 oder 3 Drüsen auf jedem braunen Flügel vorhanden. Das Angola-Mausohr hat kein Nasenblatt und der Schwanz ist fast vollständig in die Schwanzflughaut integriert. Der Kopf ist durch eine nackte Schnauze mit brauner Haut und durch trichterförmige braune Ohren gekennzeichnet. Das dichte Fell auf der Oberseite kann gelbbraun, orangebraun oder graubraun sein. Exemplare mit orangebrauner Oberseite haben eine gelborange Unterseite. Bei den anderen Populationen ist die Unterseite hellbraun bis weiß. Verglichen mit dem Lesueur-Mausohr liegen die Drüsen näher an den Unterarmen (Ausnahme Exemplare ohne Drüsen). Die Schwanzflughaut ist etwas mehr durchscheinend als die Flügel. Der diploide Chromosomensatz besteht aus 50 Chromosomen (2n=50).

## Verbreitung
Unabhängig vom deutschen Namen kommt die Art hauptsächlich im Westen von Namibia vor. Sie erreicht den Südwesten von Angola und angrenzende Gebiete im Nordwesten von Südafrika. Diese Fledermaus lebt im Flachland. Sie bewohnt felsige Regionen und Wüsten mit spärlicher Vegetation und besucht Plantagen. Die jährliche Niederschlagsmenge liegt meist unter 100 mm.

## Lebensweise
Die Exemplare jagen Insekten dicht über dem Boden, über Wasserstellen oder im Umfeld von Bäumen und Büschen. Sie beginnen ihre Ausflüge kurz nach der Abenddämmerung. Die Tagesverstecke sind nicht bekannt. Angola-Mausohren, die in einer Kirche gefangen wurden, ruhten vermutlich im Kirchturm. Die Art ähnelt im Flugverhalten Roberts Flachkopffledermaus (Sauromys petrophilus).

## Gefährdung
Für den Gesamtbestand sind keine Bedrohungen bekannt. Möglicherweise stellt Bergbau gebietsweise eine Beeinträchtigung dar. Es wird eine große Population vermutet, obwohl das Angola-Mausohr selten dokumentiert wird. Die IUCN listet die Art als nicht gefährdet (least concern).